# Scalone degli Ambasciatori

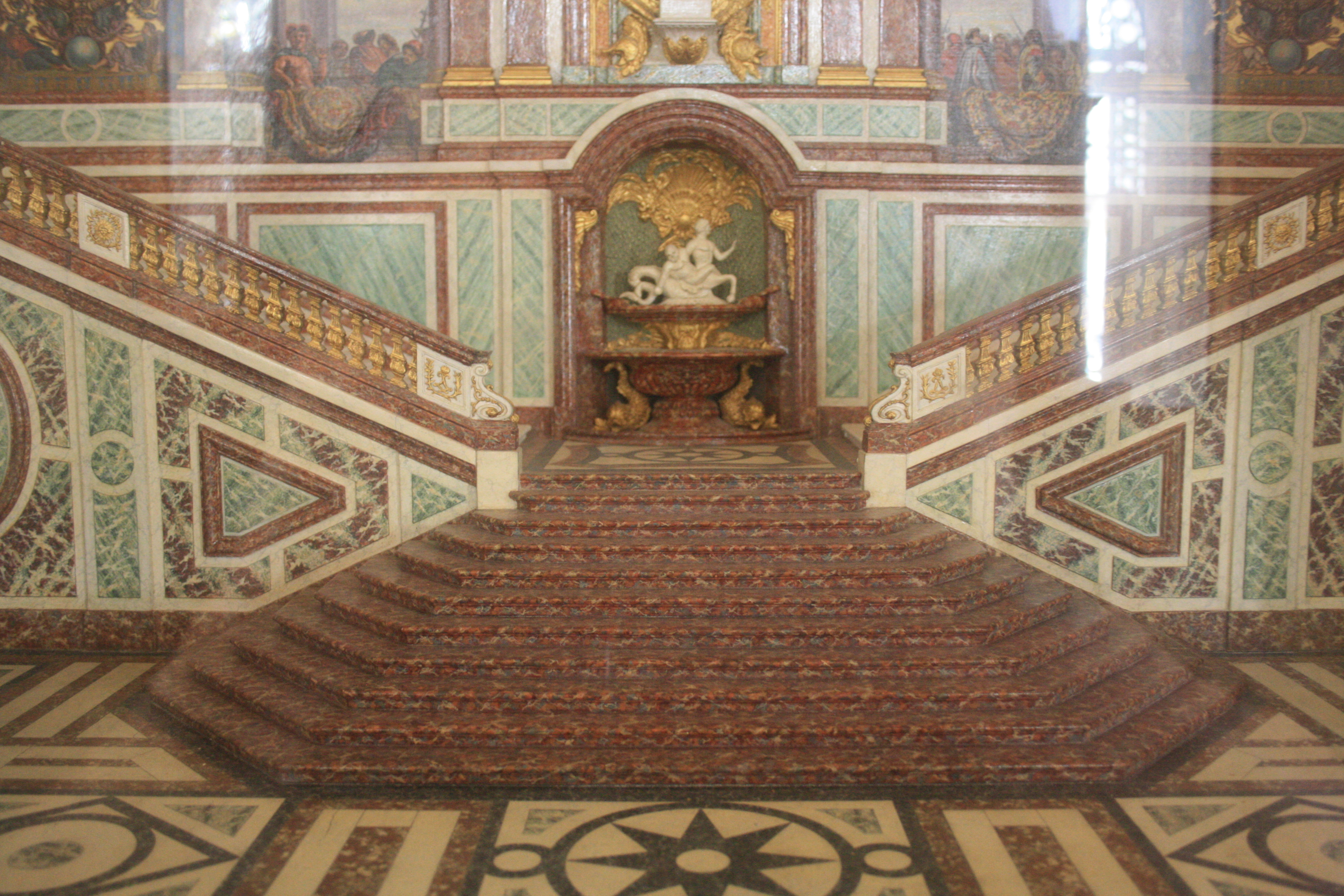
Riproduzione dello scalone degli Ambasciatori.

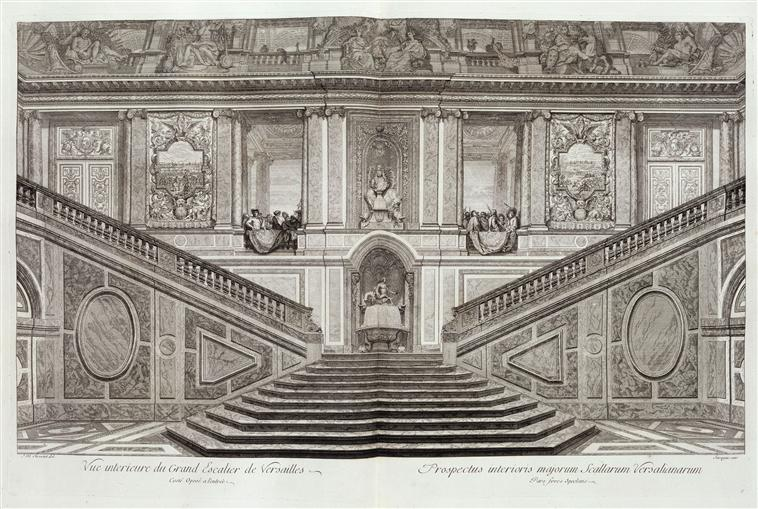
Incisione dello scalone degli Ambasciatori di Louis de Surugue de Surgis (1686-1762).

Lo scalone degli Ambasciatori (in francese: escalier des Ambassadeurs) o Grande scalone di Versailles era uno scalone monumentale della reggia di Versailles. Questo scalone venne costruito e decorato tra il 1672 ed il 1679 rispettivamente dall'architetto François d'Orbay e dal pittore Charles Le Brun.
La denominazione gli perviene dal fatto che gli ambasciatori alla corte di Francia ricevevano qui la loro lettera di incarico dal re e qui presentavano le loro credenziali al sovrano.
Venne demolito nel 1752 per volere di Luigi XV il quale così poté fare spazio al piano nobile a nuovi appartamenti per sé e per una delle sue figlie.

## Storia

### Progetto ed ispirazione all'epoca di Luigi XIV
Il progetto dello scalone venne steso per la prima volta dall'architetto Le Vau nel 1668 ma cominciò ad essere costruito dopo la sua morte nel 1672 o nel 1674. In questo periodo, la costruzione del Grand appartement e degli appartement des Bains stavano per essere realizzati come pure la galleria degli Specchi.
Lo scalone si ispirò probabilmente nel progetto alla Sala Regia del Palazzo del Quirinale a Roma che Le Brun aveva visitato da poco e che era stato decorato tra il 1616 ed il 1617 da Agostino Tassi e da Giovanni Lanfranco in quadratura con pitture a trompe-l'œil.
Una realizzazione simile era stata approntata nello scalone d'onore del municipio di Lione, elaborato nel 1658 e dipinto tra il 1661 ed il 1667 ad opera di Thomas Blanchet con cui Le Brun era in contatto.

### Sotto Luigi XV
Sotto il regno di Luigi XIV già lo scalone era servito occasionalmente come luogo per concerti, ma Luigi XV lo utilizzò stabilmente come teatro per la marchesa di Pompadour dal 1748 e pertanto esso venne denominato «théâtre des Petits-Cabinets» ma venne fatto distruggere nel 1752 per fare spazio agli appartamenti dei suoi figli.

## Descrizione
Come doveva apparire questo scalone lo si conosce sulla base dei cartoni e dei disegni conservati oltre che da alcune incisioni e disegni dell'epoca. Il Mercure galant nel settembre del 1680 diede una descrizione molto dettagliata dello scalone una volta terminato compiutamente.
Vi si accedeva tramite un grande vestibolo. Una prima scalinata conduceva ad un pianerottolo da cui si diramavano due scalinate laterali, una forma piuttosto inusuale per il XVII secolo negli interni. L'ampiezza dello scalone gli conferiva importanza e solennità proprio come era nell'idea di Luigi XIV, all'altezza del palazzo che aveva fatto costruire.
Dal punto di vista architettonico, la sua grande novità e originalità fu nelle pitture con la realizzazione di un finto spazio aperto dietro lo scalone a simulare un porticato aperto che venne chiamato "baldacchino ambientale". L'altro importante riferimento era il sole che, tramite un soffitto completamente realizzato con vetrate, consentiva di illuminare accuratamente tutto l'ambiente durante tutti i momenti della giornata. Questo sistema, già noto nel Rinascimento, era stato adottato anche al castello di Chambord nella sua celebre scalinata doppia.

### Il vestibolo

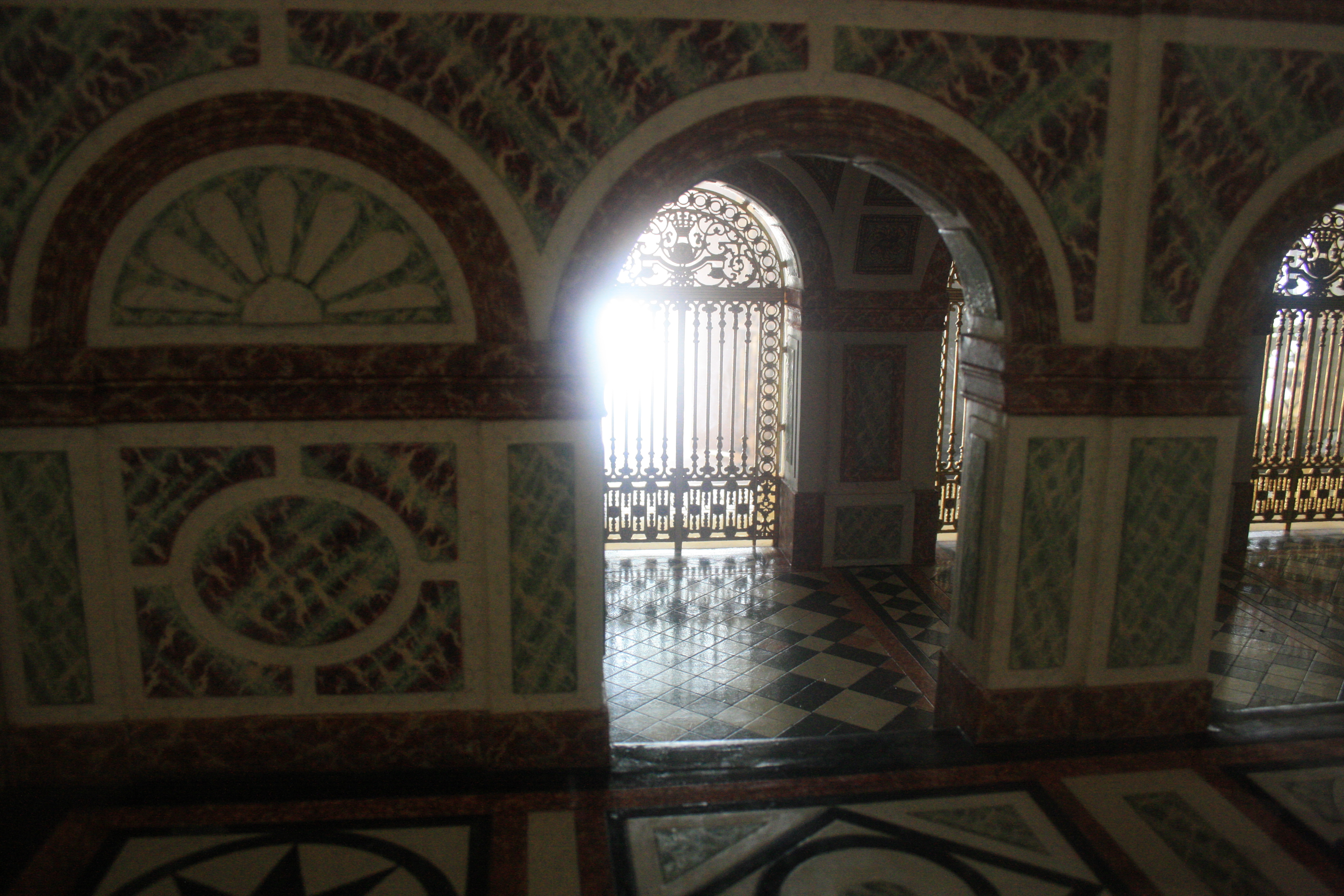
Modellino riproducente lo scalone degli Ambasciatori: particolare del vestibolo d'ingresso.

Il grande vestibolo d'ingresso allo scalone era dotato di una volta a botte con tre aperture ad arco, chiuse nella parte esterna da cancelli di ferro battuto dorate e invetriate che consentivano l'accesso alla Corte di marmo, cancelli che sono in seguito stati reimpiegati per l'accesso allo scalone della Regina dalla parte opposta della Corte di marmo, nel vestibolo progettato da Nicolas Delobel.
Pannelli di marmo venato di Rance, marmo verde di Campan e marmo grigio e rosso della Linguadoca, decoravano le parti inferiori della sala, sotto gli affreschi.

### La scala
Dal portico iniziale si dipartiva la scalinata culminante in un pianerottolo al centro del quale si trovava una nicchia con una grande vasca di marmo rosso e bianco con le statue di bronzo dorato di due delfini. Questa venne rimaneggiata nel 1712 con l'installazione di una scultura antica, rappresentante un Sileno sopra un centauro marino, regalo di papa Clemente XI tramite suo nipote, il principe Alessandro Albani durante una sua visita a Versailles. Sopra la nicchia centrale venne collocato un busto di Luigi XIV di Jean Varin, realizzato nel 1665 che necessariamente attirava l'occhio del visitatore col tipico colore bianco che spiccava in mezzo alla sala colorata. Venne sostituito dopo il 1703 con un altro busto di Luigi XIV realizzato da Antoine Coysevox nel 1681.
Ogni scalinata terminava nella parte superiore con un breve pianerottolo e porte su due sale differenti, il salone di Diana ed il salone di Venere dove il re riceveva in seguito gli ambasciatori dopo il loro arrivo a corte.
La decorazione di questo scalone, tanto ricca da poter essere paragonata alla Grande Galleria, venne firmata da Le Brun e rappresentava le grandi vittorie di Luigi XIV.
Al pianerottolo finale della scalinata, le colonne e i pilastri della sala formavano un insieme architettonico della sala. Il pittore fiammingo van der Meulen venne chiamato a dipingere degli affreschi con finte tappezzerie rappresentanti la presa di Valenciennes (17 marzo 1677), la battaglia di Cassel (11 aprile 1677), l'assedio di Cambrai (19 aprile 1677) e la presa di Saint-Omer (22 aprile 1677). Tra i trompe-l'œil della sala si scorgevano anche diversi spettatori di diverse nazionalità (indiani, persiani, greci, armeni, russi, tedeschi, italiani olandesi e africani) a simboleggiare i luoghi con cui la Francia aveva dei legami diplomatici o commerciali.
Annualmente, da qui passava la processione dell'Ordine dello Spirito Santo.

## Ricostruzioni

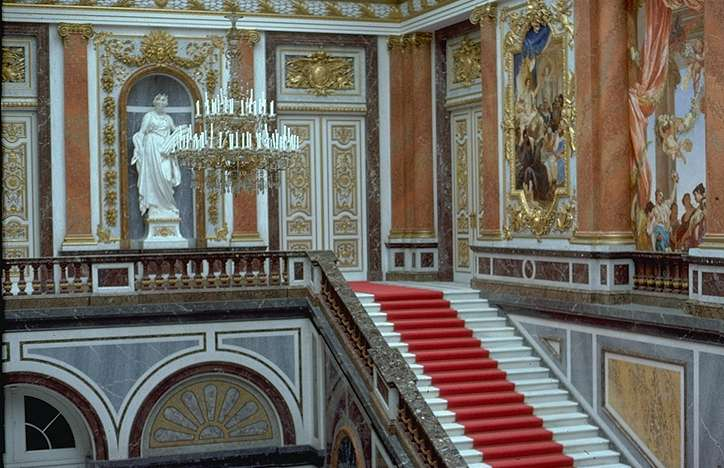
Replica dello Scalone degli Ambasciatori al Castello di Herrenchiemsee in Baviera, c. 1878.

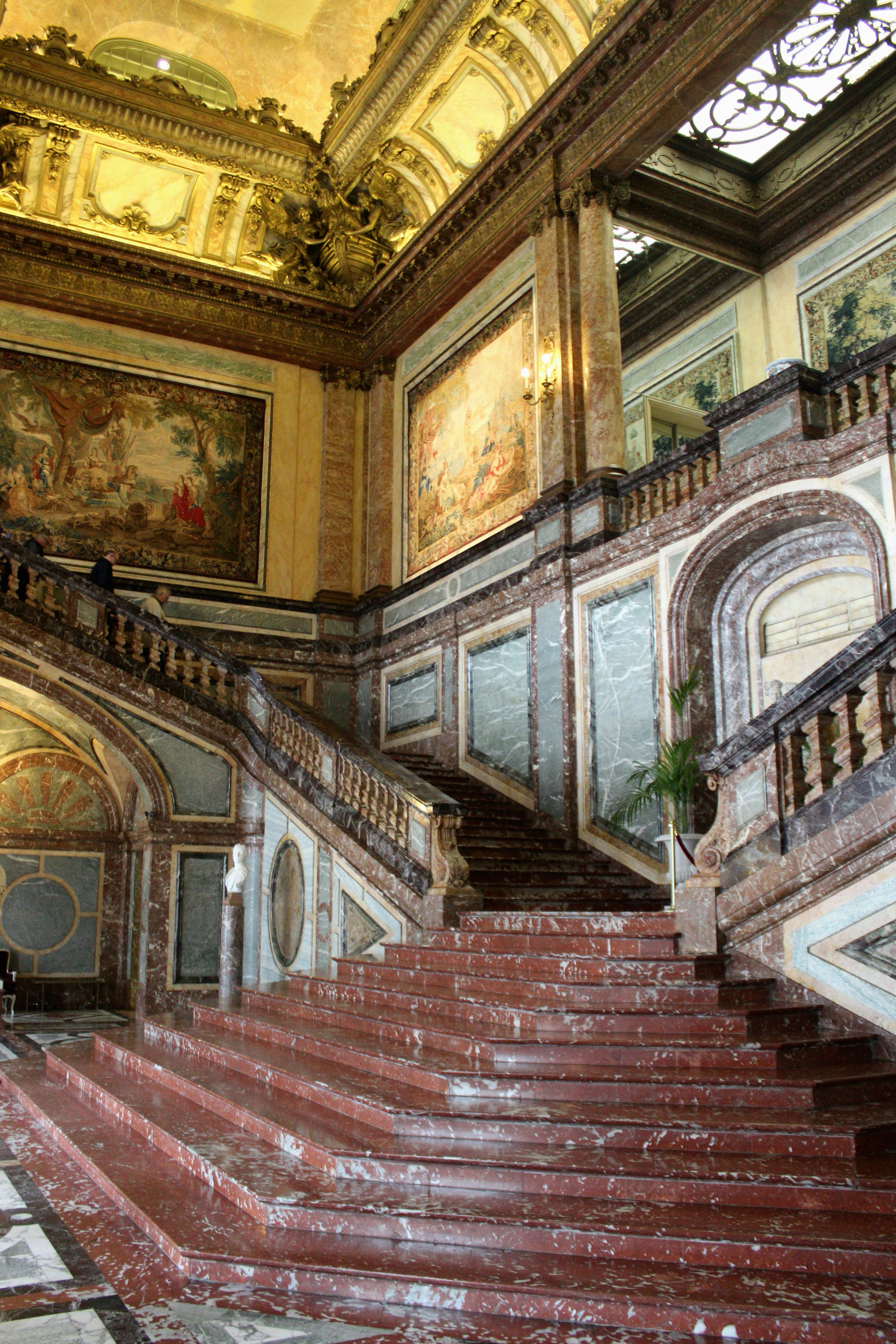
Replica dello scalone degli Ambasciatori al Palais d'Egmont a Bruxelles, c. 1910.

In Belgio, il duca Engelberto Maria d'Arenberg fece realizzare dal 1892, presso il Palazzo d'Egmont, a Bruxelles, una copia dello Scalone degli Ambasciatori che esiste tutt'oggi e che viene utilizzato dal ministero degli esteri belga per il ricevimento dei diplomatici di stato. Esso servì inoltre per la cerimonia di ingresso della Gran Bretagna nella Comunità Europea il 24 gennaio 1972 alla presenza del primo ministro Edward Heath.
In Germania, re Ludovico II di Baviera, grande ammiratore di Luigi XIV che prese più volte a proprio modello di governante, fece ricostruire il corpo centrale del Castello di Versailles nel proprio castello di Herrenchiemsee, presso il lago di Chiemsee, in Baviera, tra il 1878 e il 1886. Oltre ad una galleria degli Specchi più grande di quella originale, egli fece realizzare una replica dello scalone degli Ambasciatori, ma i lavori si arrestarono con la destituzione di Ludovico II che aveva gravemente indebitato le casse dello stato per questo e molti altri suoi ambiziosi progetti, consegnandoci ad ogni modo ancora oggi uno splendido esempio di come doveva apparire lo scalone originale.
Nel 1895, Boniface de Castellane fece realizzare un adattamento moderno del medesimo scalone per il Palazzo Rose presso l’Avenue Foch a Parigi, demolita nel 1969 malgrado le proteste degli esteti, degli storici e degli artisti dell'epoca.